# Сильван Аэнский
Сильван (убит в 264 или 407 году) — священномученик Аэнский. День памяти — 16 октября.
Святой Сильван,согласно преданию, был диаконом, которого убили вандалы в Агедунуме (Agedunum), или Акитодунуме (Acitodunum) (совр. Аэн) 16 октября 407 года.

## Почитание

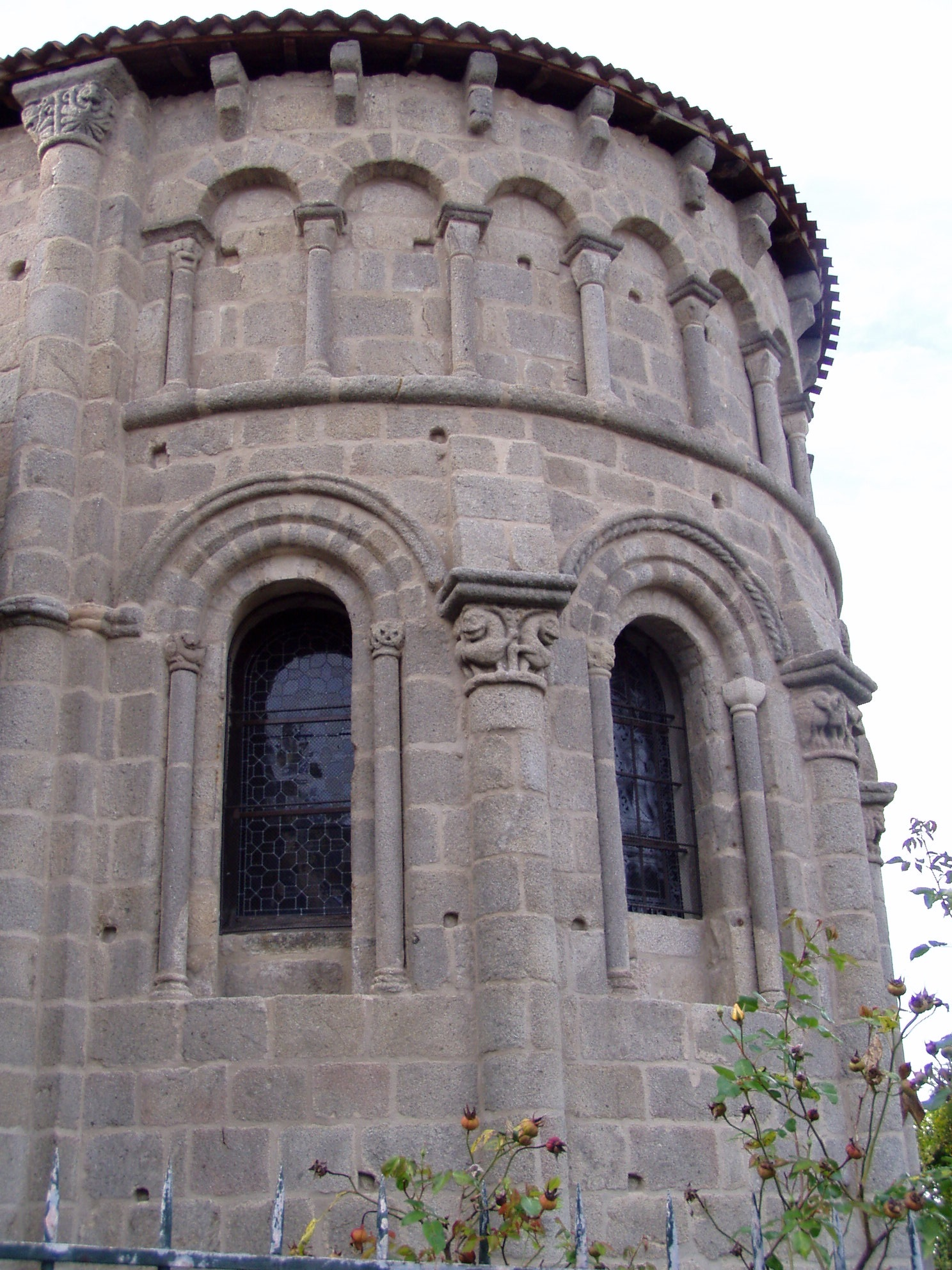
Храм в Аэне

Древность его почитания основывается на том обстоятельстве, что имеется старинная могила, в которой, по преданию, почивают его мощи. Могила пребывает в крипте храма XII века, освящённого в честь св. Сильвана Аэнского. На деревянной панели, датированной 1639 годом, святой изображён облачённым в далматику, держащим книгу и пальмовую ветвь.
Следующие места носят его имя:
- Сен-Сильвен-Ба-ле-Рок
- Сен-Сильвен-Бельгард
- Сен-Сильвен-Монтегю
- Сен-Сильвен-су-Туль

Также считается покровителем Аэна и Шато-Шерви (Château-Chervix)